# Glabelle
La glabelle (ou bosse frontale moyenne) est l'éminence osseuse située sur la face externe de l'écaille frontale.

## Description
La glabelle forme une éminence large, mousse et arquée concave en haut.
Elle est située entre les deux arcades sourcilières juste au-dessus du bord nasal de l'os frontal.
Verticalement, elle est parcourue par la suture métopique.

## Aspect clinique

### Réflexe glabellaire
Le réflexe glabellaire est déclenché chez le nourrisson lorsque l'on touche la glabelle : il provoque la fermeture des yeux.

## Étymologie
Le terme est dérivé du latin glabellus, signifiant « sans poil ».